# مزریا
مزریا (به فرانسوی: Mézériat) یک کمون در فرانسه است که در Canton of Châtillon-sur-Chalaronne واقع شده‌است.

## خصوصیات
مزریا ۱۹٫۱۷ کیلومترمربع مساحت و ۲٬۰۳۴ نفر جمعیت دارد.